# Amiota phyllochaeta
Amiota phyllochaeta är en tvåvingeart som beskrevs av Tsacas och Toyohi Okada 1983. Amiota phyllochaeta ingår i släktet Amiota och familjen daggflugor. Inga underarter finns listade i Catalogue of Life.